# Soevereine Rederijkerskamer De Fonteine
De Fonteine in Gent, of volledig: Koninklijke Soevereine Hoofdkamer van Retorica De Fonteine Gent is een rederijkerskamer uit Vlaanderen.

## Stichting
De rederijkerskamer De Fonteine werd, korte tijd na zijn stichting, op 9 december 1448 door het Gentse stadsbestuur erkend. De Kamer koos als zinspreuk "Alst past, bi appetite" en als patroon de Heilige Drievuldigheid.
De statuten van 'De Fonteine' zijn de oudst bewaarde voor een rederijkersgezelschap. Ze benadrukken dat eerbaar vermaak een goed middel is voor de verdrijving van melancholie en ledigheid en dat niemand zich kan vervolmaken zonder de inspiratie van de Heilige Drievuldigheid. Vanaf zijn stichting legde De Fonteine zich toe op toneel en op lyrische poëzie.

## Vijftiende eeuw
De Fonteine ontstond in kringen van beeldende kunstenaars, waar schilder Nicolaas van der Meersch en beeldsnijder Cornelis Boone toe behoorden.
In 1458 nam de Kamer deel aan feestelijkheden bij de intrede van hertog Filips de Goede in Gent.
In 1476 verleende hertog Karel de Stoute een voorrecht aan 'De Fonteine' waarbij zij de eerste in rang werd onder de Gentse toneelgezelschappen en zich mocht tooien met de hertogelijke kleuren.
In 1498 werd een grote schutterswedstrijd georganiseerd, bijgewoond door hertog Filips de Schone. De Fonteine organiseerde bij die gelegenheid een banket voor de rederijkersgezelschappen die de schuttersgilden hadden vergezeld.

## Zestiende eeuw
De Fonteine eigende zich motu proprio de titel van hoofdkamer toe en erkende voortaan nieuwe kamers in Vlaanderen. Dit liep niet zonder problemen, want de Kamer van de Heilige Geest in Brugge en de Kamer Alpha en Omega in Ieper eisten eveneens de primauteit op.
De oudste bewaarde doopbrief van 'De Fonteine' werd op 11 juli 1517 verleend aan de Roeselaarse rederijkerskamer De Zeegbaer Herten.
In Gent moest 'De Fonteine' er voor zorgen in goede verstandhouding te leven met de drie andere rederijkerskamers (Sint-Barbara, Sint-Agnete en Mariën Theeren) en zich door hen als primus inter pares te doen aanvaarden. Hij had onder meer de andere kamers nodig om samen op te treden tegen de 'invasie' van de uit Mechelen overgekomen rederijkerskamer De Balsemblomme die zich als 'hoofdkamer' opwierp of om bij het stadsbestuur subsidies aan te vragen.
In 1539 organiseerde 'De Fonteine' een grote toneel- en refreinwedstrijd. Negentien gezelschappen uit Vlaanderen en Brabant namen eraan deel. Deze wedstrijd kende een eerder vervelende nasleep. Binnen de overheid werd een verband gelegd tussen die belangrijke bijeenkomst en de Gentse opstand tegen keizer Karel V die uitbrak kort na de wedstrijd. Men had ook vastgesteld dat verschillende van de opgevoerde spelen van zinne blijk gaven van belangstelling zo niet sympathie voor de nieuwe gedachten die verspreid werden door lutheranen en doopsgezinden.
De centrale overheid nam vooral aanstoot aan het drukwerk waarin de opgevoerde spelen werden gepubliceerd en de 'revolutionaire' ideeën aldus een nog ruimere verspreiding kregen.
Het belette niet dat 'De Fonteine' ongemoeid werd gelaten en gewoon verder werkte. Dit uitte zich onder meer door de deelname aan wedstrijden georganiseerd door andere rederijkerskamers. Zo nam 'De Fonteine' deel aan wedstrijden in Leuven in 1478, in Hulst in 1483, in Antwerpen in 1496, in Kortrijk in 1512, maar ook na 1539 in Deinze in 1542 en in Aalst in 1551.
In de tweede helft van de zestiende eeuw werd het anders en trok de Kamer zich terug binnen de eigen leefwereld. Hij nam niet langer deel aan wedstrijden buiten de stad en doopte geen nieuwe rederijkersgezelschappen meer. De 'Fonteine' werd duidelijk hervormingsgezind en bleef, net zoals andere kamers, actief tijdens de Calvinistische Republiek (1577-1584).

## Zeventiende eeuw
Mogelijk werd daardoor de werking stilgelegd na de verdwijning van het calvinistisch bestuur. Feit is dat in 1608 de stad Gent nieuwe statuten verleende aan 'De Fonteine' en duidelijk een zekere breuk was vast te stellen met de vroegere 'Fonteine'.
Alvast wierp de nieuwe 'Fonteine' zich opnieuw op als soevereine hoofdkamer in Vlaanderen. Zo was de Kamer betrokken bij de uitbouw van een rederijkersnetwerk in het Land van Waas.
De verdere rederijkersactiviteiten in de zeventiende eeuw hebben weinig sporen nagelaten.

## Achttiende eeuw
Wel bleek in 1700 dat de 'Fonteine' nog altijd springlevend was. Hij bleef actief als dichtgenootschap, en liet zich ook meer en meer weer gelden als toneelgezelschap. De opvoeringen gingen door in de schouwburg "het Ganxken", dicht bij het Sint-Baafsplein en toegankelijk langs een smalle gang in de Mageleinstraat. Later verwierf De Fonteine in de Oude Houtlei een eigen schouwburg, de "Parnassusberg".
In de Franse tijd voerde de 'Fonteine' vooral vertalingen op van Franse auteurs (Voltaire, Molière, Pelletier de Volmeranges) of Franse komische opera's, naast werken uit het Duitse repertoire (Kotzebue).

## Negentiende eeuw
In 1819 werd 'De Fonteine' door koning Willem I der Nederlanden tot koninklijke maatschappij verheven. Jan Frans Willems was hoofdman van 'De Fonteine' van 1841 tot 1846. Zijn activiteit leidde tot het schrijven en opvoeren van Vlaams toneelwerk van auteurs zoals Prudens van Duyse, Victor Lemaire, Pieter de Cort, Willem Rogghé en Willems zelf.
In de tweede helft van de negentiende eeuw vonden de toneelvoorstellingen van 'De Fonteine' plaats in de Minardschouwburg. Onder de bestuursleden in die tijd trof men onder meer aan: Constant Serrure, Napoleon Destanberg en Karel Ondereet. De toneelactiviteiten vielen echter grotendeels weg na de oprichting van het professionele gezelschap Het Nederlandsch Tooneel van Gent in 1871. 'De Fonteine' evolueerde daarop in de richting van een geleerd genootschap.

## Twintigste eeuw
In volle oorlogstijd publiceerde De Fonteine in 1943 zijn eerste Jaarboek, gewijd aan historisch en letterkundig onderzoek van de oudere en nieuwere rederijkersliteratuur en -cultuur. Sedertdien verschenen meer dan veertig delen en is dit uitgegroeid tot de enige wetenschappelijke publicatie die gewijd is aan het typische aspect van de Nederlandse cultuur dat de rederijkerij is.
Tegelijk zet de Fonteine zijn activiteiten verder als Soevereine hoofdkamer, door erkenning te verlenen aan toneelgezelschappen als rederijkerskamer.

## Eenentwintigste eeuw
In de 21e eeuw verandert er niet al te veel in de werking van De Fonteine.
De kamer zet haar werking als Soevereine hoofdkamer voort en erkent in 2008 bijvoorbeeld toneelgezelschap De Waag uit Liedekerke nog als rederijkerskamer.
Ook jaarboeken worden nog uitgegeven, maar dit aan een trager tempo dan voordien. Zo werd er het afgelopen decennium geen jaarboek meer uitgegeven.

### Tegenslagen in de 21ste eeuw
In de 21e eeuw werd De Fonteine ook met enkele tegenslagen geconfronteerd.
Zo zal op 30 juni 2003 hoofdman Freddy Van Besien melding maken van een diefstal bij De Fonteine. De kamer dient daarop klacht in tegen onbekenden bij de lokale politie van Gent. Concreet werden er 27 medailles en drie schilderijen gestolen met een totale waarde, volgens De Fonteine in hun correspondentie naar hun verzekeraar, van 7600 euro. Het expertisebureau dat de schade moest berekenen stelt echter een schade vast van ‘maar’ 3600 euro.
De gestolen medailles kwamen, op een paar uitzonderingen na, allemaal uit de 19e eeuw en omvatten zeer uiteenlopende thematieken. Zo waren er echte wedstrijdmedailles, maar ook herinneringsmedailles. Een van de gestolen medailles uit de 20e eeuw was de legpenning Hippoliet Van Peene die werd geslagen naar aanleiding van zijn 150ste geboortejaar.
De schilderijen in kwestie hadden allemaal iets te maken met de kamer. Zo was er het schilderij van André Tahon uit 1961 waarop de toenmalige voorzitter P. De Keyser afgebeeld stond. Het tweede schilderij was een portret van Pieter De Cort door Jules Gondry en werd geschilderd in 1891 naar aanleiding van zijn 50-jarig jubileum als werkend lid van De Fonteine en tot slot het portret van Gustaaf Dhondt die hoofdman was op het einde van de 19e eeuw.
Op 23 oktober 2008 wordt er weer aangifte gedaan bij de politie. Dit keer met iets beter nieuws. Er zijn namelijk 17 van de gestolen medailles opgedoken in een catalogus van ‘Fleur de Coin’ (correspondentie naar de verzekeringsmakelaar meldt 17 medailles, correspondentie van de hoofdman naar het bestuur meldt 16 medailles). De medailles werden door de politie in beslag genomen. Het zal uiteindelijk tot 2010 duren vooraleer de medailles terug in handen komen van De Fonteine. Omdat het parket de daders van de diefstal niet kon vatten werden ze teruggegeven aan de handelaarster waar de kamer ze dan kon terugkopen voor het aankoopbedrag, nl. 1000 euro.
In 2007 is de kamer genoodzaakt om de vertrouwde stek in de Begijnhofdries, het voormalige begijnhof Sint-Elisabeth te verlaten. Samen met de stad Gent wordt er naar een oplossing gezocht en die wordt gevonden in het voormalige stadsarchief van Gent in de Abrahamstraat. Daar vinden De Fonteine en zeven andere culturele organisaties tot op heden hun onderdak. Het pand in de Begijnhofdries kreeg De Fonteine ter beschikking van het OCMW Gent. Op de OCMW-raad van 29 juni 2005 werd beslist dat het pand een andere invulling zou krijgen. De ruimte zou volledig ingericht worden als atelier voor het dienstencentrum Ten Hove. Initieel zou de huurovereenkomst eindigen op 31 maart 2006, maar door uitstel van de plannen werd dit uiteindelijk 31 december 2006.

## Archieven
De Soevereine rederijkerskamer 'De Fonteine' bewaarde tot 2021 een uitgebreid archief waar onder meer deel van uitmaken:
- Het eigen archief met documenten vanaf 1700: resolutieboeken, verslagen van vergaderingen, rekeningen, ledenlijsten, brieven, foto's enz.
- Circa 1.300 gedrukte toneelstukken uit de 17de, 18de, 19de en 20ste eeuw.
- Circa 200 toneelstukken in handschrift uit de 19de en 20ste eeuw.
- Circa 200 partituren van zangstukken uit de 18de en 19de eeuw.
- Eremedailles en vlaggen.

Het eigen archief en het artistiek archief werden in november 2021 gedeponeerd bij de Universiteitsbibliotheek van Gent.

## Voornaamste bron
- Anne-Laure VAN BRUAENE & Freddy VAN BESIEN, Historiek van de Soevereine Rederijkerskamer De Fonteine in Gent.